# Wolfersdorf (Haut-Rhin)
Wolfersdorf település Franciaországban, Haut-Rhin megyében. Lakosainak száma 356 fő (2022. január 1.). Wolfersdorf Bréchaumont, Retzwiller, Dannemarie, Gommersdorf, Traubach-le-Bas, Buethwiller és Elbach községekkel határos.

## Népesség
A település népessége az elmúlt években az alábbi módon változott:
| Lakosok száma | 346  | 360  | 370  | 372  | 375  | 380  | 373  | 364  | 356  |
|               | 2013 | 2015 | 2016 | 2017 | 2018 | 2019 | 2020 | 2021 | 2022 |